# Hal Holbrook
Hal Holbrook, właśc. Harold Rowe Holbrook Jr. (ur. 17 lutego 1925 w Cleveland, zm. 23 stycznia 2021 w Beverly Hills) − amerykański aktor filmowy, teatralny i telewizyjny. Za drugoplanową rolę Rona Franza w biograficznym dramacie przygodowym Seana Penna Wszystko za życie (Into the Wild, 2007) był nominowany do Oscara.

## Życiorys

### Wczesne lata
Urodził się w Cleveland w Ohio jako syn tancerki w wodewilu Aileen (z domu Davenport) Holbrook (1905–1987) i Harolda Rowe’a Holbrooka Sr. (1902–1982). Miał angielskie pochodzenie, w tym głębokie korzenie w Nowej Anglii. Po porzuceniu przez rodziców w wieku dwóch lat, on i jego dwie siostry wychowywały się najpierw przez swoich dziadków ze strony ojca w Weymouth w stanie Massachusetts, a następnie w przedmieściu Cleveland w Lakewood. Studiował w Culver Academies w Culver i Denison University, gdzie wyróżniono jego projekt o Marku Twainie, zrealizowany występ, a serie spektakli nazwał Mark Twain Tonight. W latach 1942–46 służył w United States Army w Dominium Nowej Fundlandii. Wziął też udział w przedstawieniu Madam Precious.

### Kariera
W 1954, podczas nauki w Lock Haven State Teachers College, występował solo w programie Mark Twain Tonight! jako Mark Twain. 12 lutego 1956 Ed Sullivan zaprosił Holbrooka do programu CBS The Ed Sullivan Show. Związał się też z Valley Players (1941–62). W 1963 na off-Broadwayu grał Abe Lincolna w spektaklu Roberta E. Sherwooda Abe Lincoln in Illinois. W 1966 trafił na scenę Broadwayu z przedstawieniem Mark Twain Tonight, za które odebrał Tony Award i Drama Desk. W 1967 jego występ Mark Twain Tonight był prezentowany w telewizji CBS i Xerox, za który otrzymał Emmy.
Debiutował na dużym ekranie jako Gus Leroy w dramacie Sidneya Lumeta Przyjaciółki (The Group, 1966) z Candice Bergen i Joan Hackett. W adaptacji powieści Howarda Sacklera Wielka nadzieja białych (The Great White Hope, 1970) w reżyserii Martina Ritta u boku Jamesa Earla Jonesa i Jane Alexander wystąpił jako Al Cameron. W kontrowersyjnym dramacie telewizyjnym ABC Tego lata (That Certain Summer, 1972) z Martinem Sheenem zagrał homoseksualnego rozwiedzionego kontrahenta z San Francisco, Douga Saltera, ojca 14-letniego syna Nicka. Wystąpił też w filmie sensacyjnym Teda Posta Siła magnum (Magnum Force, 1973) jako porucznik Neil Briggs, przełożony inspektora Harry’ego Callahana (Clint Eastwood). W miniserialu NBC Lincoln (1974) wg Carla Sandburga wcielił się w postać Abrahama Lincolna. Kreacja senatora Haysa Stowe w serialu NBC The Bold Ones: The Senator (1970–1971) przyniosła mu nagrodę Emmy. W telefilmie NBC Murder by Natural Causes (1979) z Katharine Ross, Barrym Bostwickiem i Richardem Andersonem pojawił się jako iluzjonista mentalista Arthur Sinclair. W serialu Miasteczko Evening Shade (Evening Shade, 1990–1994) wystąpił jako Evan Evans.

## Filmografia

### Filmy fabularne
- 1973: Siła magnum jako porucznik Neil Briggs
- 1974: Dziewczyna z Pietrowki jako Joe
- 1976: Wszyscy ludzie prezydenta jako „Głębokie Gardło” (Mark Felt)
- 1976: Bitwa o Midway jako komandor Joseph Rochefort
- 1977: Rytuały jako Harry
- 1977: Julia jako Alan Campbell
- 1978: Koziorożec 1 jako dr James Kelloway
- 1980: Mgła jako o. Malone
- 1982: Koszmarne opowieści jako Henry Northup
- 1983: Trybunał jako sędzia Benjamin Caulfield
- 1987: Wall Street jako Lou Mannheim
- 1988: Bezbożny jako abp Mosely
- 1989: Fletch żyje (1989) jako Hamilton „Ham” Johnson
- 1993: Firma (1993) jako Oliver Lambert
- 1998: Koty nie tańczą jako Cranston (głos)
- 1997: Herkules jako Amfitrion (głos)
- 1997: Operacja Delta Force jako admirał Henshaw
- 1998: Nigdy nie zadzieraj z Rustym jako Boyd Callahan
- 1998: Pocałunek Judasza jako senator Rupert Hornbeck
- 1998: Zaborcza miłość jako dr Franklin Hill
- 1999: Kawaler jako Roy O’Dell
- 2000: Przebudzenie miłości jako Isaac Green
- 2001: Siła i honor jako „Mr. Pappy”
- 2001: Majestic jako kongresmen Doyle
- 2002: Cel wyższy jako Tom Walker
- 2003: Pokerzyści jako profesor
- 2007: Wszystko za życie jako Ron Franz
- 2008: Killshot jako Papa
- 2009: Wieczorne słońce jako Abner Meecham
- 2011: Woda dla słoni jako Jacob Jankowski (stary)
- 2012: Promised Land jako Frank Yates
- 2012: Lincoln jako Francis Preston Blair

### Seriale TV
- 1984: Jerzy Waszyngton jako John Adams
- 1990-94: Miasteczko Evening Shade jako Evan Evans
- 1985-86: Północ-Południe jako Abraham Lincoln
- 1986-89: Projektantki jako Reese Watson
- 2000: Po tamtej stronie jako sędzia Oliver Harbison
- 2000: Sprawy rodzinne jako sędzia Richard Lloyd
- 2001–2002: Prezydencki poker jako Albie Duncan
- 2002: Jak pan może, panie doktorze? jako pan Humphries
- 2003: Dzień dobry, Miami jako Jim Templeton
- 2005: Hope i Faith jako Edward Shanowski
- 2006: Rodzina Soprano jako John Schwinn
- 2006: Agenci NCIS jako Mickey Stokes
- 2008: Ostry dyżur jako Walter Perkins
- 2010: Synowie Anarchii jako Nate Madock
- 2010–2011: The Event: Zdarzenie jako James Dempsey
- 2013: Poniedziałki na chirurgii jako dr Arvin Wayne
- 2014: Synowie Anarchii jako Nate Madock
- 2017: Kości jako Red Hudmore
- 2017: Chirurdzy jako dr Lewis Klatch
- 2017: Hawaii Five-0 jako Leonard Patterson